# 柯林·馬嘉露
柯林·馬嘉露（英語：Colleen McCullough，1937年6月1日—2015年1月29日），澳大利亚作家。
出生於澳洲南威爾斯州，曾任美國康乃狄克州紐哈芬耶魯大學精神生理學教授。1977年著有《刺鳥》（The Thorn Birds）一書，成為澳洲最暢銷書。1997年被宣佈為澳洲「活著的國寶」，后定居英國劍橋。馬嘉露嗜抽煙，患有眼黃斑病變症，2003年9月左眼幾乎失明，右眼視力也急速退化中。2015年1月29日逝世。

## 著作年表

### 羅馬主宰（英语：Masters of Rome）系列
1. 羅馬第一人（英语：The First Man in Rome (novel)） (1990)
2. 草冠（英语：he Grass Crown (novel)） (1991)
3. 幸運的寵兒 (1993)
4. 凱撒的女人（英语：Caesar's Women） (1996)
5. 凱撒（英语：Caesar (McCullough novel)） (1997)
6. 十月馬（英语：The October Horse） (2002)
7. Antony and Cleopatra (September 2007)

### 小說
- Tim (1974)
- 刺鳥，又名《荆棘鸟》 (1977)
- An Indecent Obsession (1981)
- A Creed for the Third Millennium (1985)
- The Ladies of Missalonghi (1987)
- The Song of Troy (1998)
- The Courage and the Will: The Life of Roden Cutler VC (1999)
- Morgan's Run (2000)
- The Touch (2003)
- Angel Puss (2004)
- On, Off (2006)